# Professor Layton and the Unwound Future
Professor Layton and the Unwound Future, conhecido na Europa como Professor Layton and the Lost Future e no Japão como Reiton-kyōju to Saigo no Jikan Ryokō (レイトン教授と最後の時間旅行, , literalmente Professor Layton and the Final Time Travel), é o terceiro e último jogo da primeira trilogia da série de jogos eletrônicos de aventura e puzzle Professor Layton. O jogo foi desenvolvido pela Level-5, sendo distribuído no Japão pela Level-5 e, no resto do mundo, pela Nintendo. O título foi lançado no Japão em novembro de 2008, e depois nas Américas em setembro de 2010 e na Europa e Austrália em outubro de 2010.

## Jogabilidade
Como nos jogos anteriores de Professor Layton,Unwound Future é um jogo de aventura, no qual o jogador resolve quebra-cabeças oferecidos por cidadãos locais para progredir na história, através de diálogos em cenas animadas. O jogador se move no jogo entre imagens estáticas de locais. O jogador pode usar a tela tátil do DS para interagir com personagens não-jogáveis, iniciando um diálogo ou obtendo um quebra-cabeça, e também pode pesquisar em qualquer lugar no fundo para moedas de dicas (Hint Coins), com algumas áreas precisando ser tocadas várias vezes para revelar uma moeda de dica secreta ou um puzzle. Puzzles são quebra-cabeças de muitas variedades, incluindo visual, matemática e lógica. Não há limite de tempo para resolver quebra-cabeças, e o jogador pode obter até 3 dicas a um custo de uma moeda de dica cada. Um novo recurso em Unwound Future é a "super dica" (Super Hint), que custa 2 moedas, e que só pode ser comprada depois das outras 3 dicas terem sido reveladas, mas que quase revela a solução do quebra-cabeça. Se o jogador estiver correto na resolução do quebra-cabeça, eles ganham uma série de "Picarats" , uma forma de moeda dentro do jogo. Adivinhando a resposta de forma incorreta irá reduzir o número de picarats que o jogador pode obter em tentativas subsequentes. Os jogadores podem visitar certas áreas, a fim de jogar puzzles desconhecidos ou não resolvidos que são deixados para trás quando a história avança.
Depois de completar o jogo, vários outros desafios de quebra-cabeça se tornam disponíveis como bônus, muito mais difíceis do que os principais quebra-cabeças do jogo. Quando o jogador tiver completado todos os quebra-cabeças dentro do jogo, um quebra-cabeça final é revelado. Os jogadores podem também acessar uma série de recursos de bônus dependendo de quantos picarats que se acumularam ao longo do jogo.